# Дом К. Г. Иванова
Дом К. Г. Иванова — памятник архитектуры в историческом центре Нижнего Новгорода. Построен в 1905—1907 годах по проекту владельца — гражданского инженера К. Г. Иванова. 
Здание имеет важное градостроительное значение, так как входит в архитектурный ансамбль брандмауэрной застройки старинной улицы Большой Покровской. Является ярким примером богатого жилого дома, выполненного в стиле академической эклектики, уличный фасад которого богато декорирован лепниной.

## История
История существующего домовладения прослеживается с 1806 года. Тогда усадебное владение принадлежало надворному советнику Ф. О. Массарию. В конце 1830-х годов оно перешло к надворному советнику В. С. Померанцеву. В тот период на участке стоял деревянный на каменном полуэтаже дом, построенный предположительно в конце XVIII — начале XIX веков. 
В последующий период усадьба неоднократно переходила во владение разных лиц, а к середине 1860-х годов была разделена на два домовладения. Из неё была выделена отдельная усадьба (современный дом № 22/24 по Большой Покровской улице), а усадьба с позднейшим домом № 22 перешла во владение крестьянина Чебоксарского уезда Казанской губернии Г. Е. Ефремову. С семейством Ефремовых связаны значительные строительные работы на усадебном участке: в конце 1885 года в совместной собственности детей крестьянина находились каменный двухэтажный дом и деревянный на полуэтаже флигель. 
В начале 1895 года постройки перешли в собственность наследников купца Е. Е. Пальцева, и в том же году усадьба была продана гражданскому инженеру К. Г. Иванову. В период 1905—1907 годов он провёл масштабные строительные работы по собственному проекту. Вместо старых домов был выстроен каменный трёхэтажный доходный дом. Весной 1907 года городская дума утвердила новую оценку дома в связи с его перестройкой и оценила здание в 49920 рублей. 
Усадьба принадлежала К. Г. Иванову вплоть до 1918 года, когда была экспроприирована советской властью. Дом приспособили под квартиры, а на первом этаже открылись магазины. 
До наших дней здание сохранилось в практически неизменном виде. Заменены на пластиковые дверные заполнения, со стороны главного фасада устроены четыре дополнительных входа. Со стороны двора появились пристройки и железная пожарная лестница. 

## Архитектура
Здание построено в стиле эклектики. Оно трёхэтажное кирпичное с подвалом, под двускатной кровлей, имеет прямоугольную конфигурацию в плане, усложнённую выступающими ризалитами. 
Уличный фасад оштукатурен, окрашен. Нижняя часть имеет более светлый тон окраски и рустован, воспринимается как основание. Во втором и третьем этаже цвет глиняного кирпича контрастирует с белыми лепными деталями. Цоколь облицован красным полированным гранитом. Композиция фасада трёхчастная, выявлена плоскими ризалитами. Центральная трёхосевая часть выделена пилястрами, объединяющими два верхних этажа. Фланговые оси обозначены цепями выпирающего руста с различной обработкой. Вертикальными акцентами выступают люкарны с небольшими аттиками по фланговым и центральным осям.
По горизонтали фасад делят междуэтажный карниз, подоконный пояс в уровне второго этажа и венчающий карниз значительного выноса на изогнутых кронштейнах, дополненных поясом зубчиков и гладким фризом. 
Окна расположены ритмично по фасаду, отличаются размерами, пропорциями и декоративным оформлением. Почти квадратные окна-витрины первого этажа не имеют декоративной обработки, в уровне второго этажа обрамления окон отличаются наиболее сложным оформлением. Проёмы фланговых осей и средней части обведены профилированными рамочными наличниками с висячими замками. По сторонам размещены трёхчетвертные колонны, напоминающие ионические, стволы которых расчленены каннелюрами, украшены в нижней трети орнаментом и подвесами в виде лент. На колонны опирается антаблемент, завершённый треугольным фронтоном. Фриз между наличником и фронтоном обработан орнаментом. В подоконной части пьедесталами колонн выступают столбики-тумбы, впадины между ними заполнены рельефными балясинами. Остальные окна имеют муфтированные наличники, завершённые прямыми сандриками-карнизами на кронштейнах. Пары окон по сторонам объединены балконами с ограждением из балясин. Наличники окон третьего этажа выполнены по аналогии с проёмами второго, но с упрощением (отсутствуют сандрики). Под конами расположены фартуки. 
Люкарны имеют пышное лепное обрамление в духе барокко и завершены лучковыми фронтонами. Чердачное окно по центральной оси круглое, в его обрамлении использованы картуши, раковины, гирлянды. По сторонам от окна — лопатки, украшенные цветочными гирляндами и волютами. Чердачные окна по краям прямоугольные, обрамлены пилястрами и завершены лучковыми сандриками. 
Дворовый фасад неоштукатуренный, упрощённый. Расчленён с помощью лопаток, средняя часть выявлена трёхосевым ризалитом. Окна оформлены слабо выращенным лучковыми завершениями и фартуками. 
Из интерьеров сохранились парадная лестница в средней части дома, кованые ограждения с растительным рисунком, облицовка полов лестничных площадок метлахской плиткой, обработка стен рустом, арка выхода на лестницу с филёнками, тянутые лепные карнизы по периметру коридора, портал входа со двора.